# Andrij Kowałenko (piłkarz wodny)
Andrij Kowałenko (ros. Андрей Коваленко, ukr. Андрій Коваленко; ur. 6 listopada 1970 w Kijowie, Ukraińska SRR) – ukraiński piłkarz wodny reprezentujący w trakcie swej kariery ZSRR, WNP, Ukrainę i Australię. Brązowy medalista olimpijski.

## Kariera klubowa
Wychowanek Dynama Kijów, w barwach której rozpoczął karierę piłkarza wodnego. Potem przeniósł się do Australii, gdzie otrzymał obywatelstwo przed 2000 rokiem. Występował w australijskich drużynach do zakończenia swojej kariery sportowej.

## Kariera reprezentacyjna
Brał udział w trzech igrzyskach (IO 92, IO 96, IO 00), w pierwszej zdobywał medale. W 1992 startował w barwach Wspólnej reprezentacji, potem występował w kadrze Ukrainy. Po zmianie obywatelstwa startował w reprezentacji Australii na Olimpiadzie w Sydney (2000). Dwukrotnie występował w Sbornej ZSRR na mistrzostwach Europy, z którą zajął czwarte miejsce w 1989 oraz został brązowym medalistą w 1991.

## Kariera trenerska
Po zakończeniu kariery waterpolisty rozpoczął pracę szkoleniową. Trenował męską drużynę UWA Torpedoes oraz zespoły U-18 i U-16 UWA City Beach Bears.